# GAF Nomad
Dimensions
Le GAF Nomad est un avion à décollage et atterrissage court bi-turbopropulseur australien à aile haute pour le transport régional. Il fut conçu et construit par la société publique Government Aircraft Factories (GAF). Les clients principaux furent le service médical aéroporté (Royal Flying Doctor Service of Australia), l'armée australienne (Australian Army) et le service des douanes.
Le Nomad modifié et remotorisé devrait être à nouveau produit par GippsAero sous la dénomination Gippsland GA18.

## Conception et production
Le développement du Nomad a commencé en 1965 en vue de disposer d'un avion de transport léger adapté aux besoins de l'Australie. Le gouvernement australien finança deux prototypes en 1970 en vue également de soutenir l'activité de GAF après la fin de la production du Mirage III. Le premier prototype (VH-SUP) fit son premier vol le 23 juillet 1971. Le prototype était désigné par N2 et comme cet avion ciblait aussi bien le marché civil que le marché militaire, la désignation N22 fut utilisée pour la version militaire et N24 pour une version civile allongée.
Lors de sa conception, la motorisation envisagée était le PT6 de Pratt & Whitney mais par un concours de circonstances malheureux ce fut l'Allison 250-B17C moins puissant qui fut choisi. De plus le choix initial d'un empennage en T pour disposer d'une large porte d'embarquement se révéla critique pour la stabilité de l'appareil. Les évaluations réalisées par la Royal Australian Air Force ne furent guère positives. Le prototype de la version allongée avec empennage en T s'écrasa, tuant le chef pilote de la GAF, Stuart Pearce (père de l'acteur Guy Pearce), et l'assistant de l'ingénieur en chef du projet. Le Nomad a été impliqué dans 32 accidents avec un total de 76 morts.
172 Nomad (y compris les deux prototypes) ont été construits,.
Le 18 juin 2008, Gippsland Aeronautics a annoncé disposer des droits sur le certificat de type du Nomad et reprendrait probablement la fabrication. Une équipe d'ingénieurs de GippsAero incluant le cofondateur George Morgan, travaillerait sur un Nomad rénové.Le GA18, évolution du N-24, serait remotorisé avec de nouveaux turbopropulseurs et hélices, un Glass cockpit et allégé. Il serait mis en service après le développement et la certification du nouveau 10 places GA10, qui devrait advenir en mars 2013.
À la date de décembre 2009 un seul Nomad vole encore en Australie, et quatre en Nouvelle-Zélande,.

## Modèles

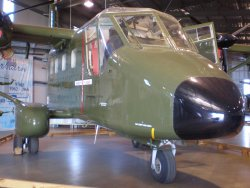
GAF Nomad N22B A18-307 exposé au musée de l'aviation militaire à Oakey en 2007

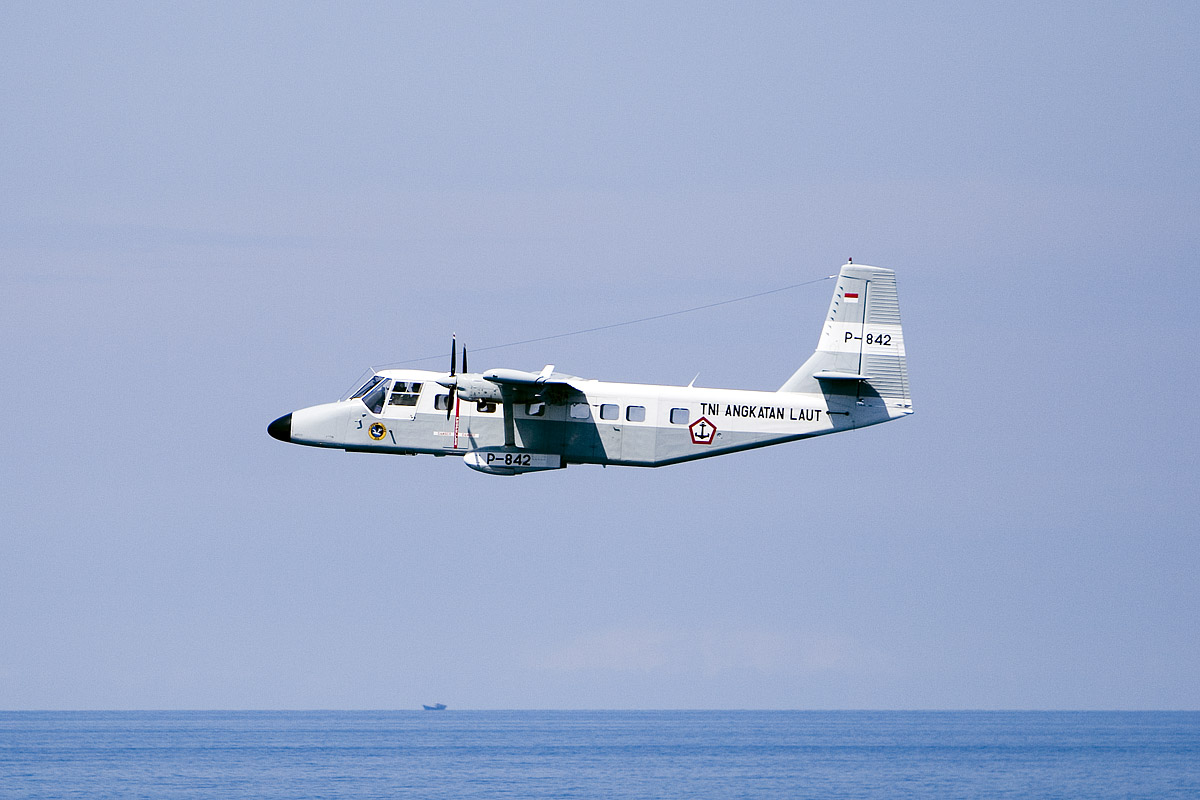
Un N24A Nomad de l'aviation navale indonésienne

N.2 Nomad
Prototype, 2 construits
N.22
version initiale pour 12 passagers pour l'armée australienne.
N.22B
version civile 13 passagers
N.22C
N.22B pois maxi au décollage augmenté à 4 050 kg.
N.22F Floatmaster
version à flotteurs.
N.24
version à fuselage allongé de 114 cm
N.24A
version améliorée pour 17 passagers, 40 construits.
N.24B - GA18
nouvelle conception d'un 18 places N24 en développement chez GippsAero.
Nomad Missionmaster
avion de transport militaire.
Nomad Searchmaster
avion de surveillance et patrouille maritime.
Nomad N.22 Searchmaster B
avion garde-côtes, 7 construits.
Nomad N.22 Searchmaster L
version améliorée du Searchmaster B, 11 construits.
Nomad N.22 Searchmaster LI
version améliorée du Searchmaster B, équipée de 2 radars APS-104(N).
Nomad N.22 Searchmaster LII
version améliorée du Searchmaster B, équipée de 5 radars APS-104(V).

## Exploitants

### Exploitants civils
Australie
- Air Pioneer - utilise le dernier Nomad immatriculé en Australie VH-ATO
- Airlines of Tasmania
- Australian Customs Service
- National Safety Council of Australia
- Royal Flying Doctor Service of Australia
- Sunstate Airlines

Chili
- Transportes Aéreos Isla Robinson Crusoe[11]

Italie
- Alimediterranea

Malaisie
- Layang-Layang Aerospace, Sabah Air

Nouvelle-Zélande
- Air Safaris
- Great Barrier Airlines
- Taupo Tandem Skydiving

Paraguay
- Paraguay Air Service

Samoa
- Polynesian Airlines

Suriname
- Gum Air

Suisse
- Rhine Air

Royaume-Uni
- North London Skydiving Centre

États-Unis
- United States Customs Service

### Exploitants militaires
Australie
- Australian Army Aviation
  - 173rd Surveillance Squadron (Australie)
  - École d'aviation de l'armée
- Royal Australian Air Force - 4 Nomad (RAAF no  A18-316, -401 to -403) en service à la RAAF.
  - 75e escadron RAAF
  - Aircraft Research and Development Unit

Indonésie
- Marine indonésienne - 42 Nomad N22/N24 - 23 parqués et 6 en service[12].

Papouasie-Nouvelle-Guinée
- Force de défense Papouasie-Nouvelle-Guinée

Philippines
- Philippine Air Force - 20 Nomads (3 en service)
- Philippine Navy - 15 Nomads (N.24A)

Thaïlande
- Royal Thai Air Force (N.22B)
- Royal Thai Navy (N.24A)

## Incidents et accidents notables
- Le 28 janvier 2010, un Nomad de la Philippine Air Force (PAF) s'écrase peu après le décollage sur une zone résidentielle de Cotabato City, tuant le Major Général Butch Lacson, commandant de la 3e division de la PAF et sept officiers[13].
- Le 7 septembre 2009, le Nomad P-837 de l'aéronavale indonésienne (Penerbal) s'écrase dans la région de Bulungan à Kalimantan du Nord. L'appareil était en patrouille de routine autour du secteur d'Ambalat. L'accident fit quatre morts, le pilote et le copilote étant sérieusement blessés.
- Le 30 décembre 2007, le Nomad P-833 de la Penerbal s'écrase près de l'île de Weh en Aceh.
- Le 4 mai 1987, le Nomad P-817 de la Penerbal s'écrase près de l'île de Mapur, Bintan, dans les îles Riau.
- Le 6 juin 1976, Tun Fuad Stephens, le premier ministre de Sabah, Malaisie, est tué avec dix autres personnes dans l'accident d'un Nomad à Kota Kinabalu.
- Le 9 septembre 1991, un N-22B Nomad de l'armée australienne s'écrase près de Drake en Nouvelle-Galles du Sud tuant quatre personnes dont le pilote.